# Газаров, Сергей Ишханович
Серге́й Ишха́нович Газа́ров  (арм. Սերգեյ Իշխանի Գազարով; род. 13 января 1958, Баку) — советский и российский актёр и режиссёр театра и кино, сценарист и продюсер. 
Художественный руководитель Московского академического театра сатиры с 13 октября 2021 года и Московского драматического театра «Прогресс Сцена Армена Джигарханяна» с 8 декабря 2020 года по 7 июня 2024 года.

## Биография
Родился 13 января 1958 года в городе Баку (Азербайджанская ССР). По национальности — армянин.
Отец Сергея был директором конфетной фабрики, а затем — директором винного завода в Баку. Мать была бухгалтером, но по профессии почти не работала (домохозяйка).
В школьные годы участвовал в художественной самодеятельности. Поступил в институт архитектуры, но через полтора года забрал документы и решил поступать в местное театральное училище. После провала на экзамене по русскому языку устроился в Дом Офицеров, где помогал ставить декорации и отвечал за занавес. А также наблюдал за опытными артистами и набирался опыта. Через год отправился в Москву.

На вступительных экзаменах в ГИТИС на курс Олега Табакова читал отрывок из повести «Нос» Николая Гоголя. Актёр вспоминает: 

«Только приехал из Баку и у меня был ярко выраженный акцент. Педагоги попадали с кресел. Умоляли Табакова меня не брать, а он поступил иначе».
 В 1980 году окончил актёрский факультет ГИТИСа.
После окончания института работал в московском театре «Современник». С 1986 по 1991 год входил в труппу в Московском театре-студии под руководством Олега Табакова, где в 1991 году поставил спектакль «Ревизор», за что в этом же году был удостоен премии Союза театральных деятелей России за лучший спектакль года.
В 1991 году организовал частную кинокомпанию «Никита и Пётр».
С 1998 по 2001 год — главный режиссёр Московского драматического театра под руководством Армена Джигарханяна.
В кино дебютировал в 1980 году, снимаясь в эпизодических ролях. Первая главная роль — латиноамериканец Рауль Санчес в советской социально-сатирической драме «Выигрыш одинокого коммерсанта» (1984) чилийского кинорежиссёра Себастьяна Аларкона.
В 1989 году дебютировал в качестве режиссёра кино, сняв трагикомическую мелодраму «Крейзи». Тогда же поставил совместно с Олегом Табаковым спектакль «Крыша».
В 2019 году поставил новую версию спектакля «Ревизор» в Театре Олега Табакова.
После смерти Армена Джигарханяна в ноябре 2020 года, коллектив театра принял решение обратиться с просьбой к департаменту культуры Москвы о назначении Газарова художественным руководителем театра.
С 8 декабря 2020 по 28 декабря 2021 года — художественный руководитель Московского драматического театра под руководством Армена Джигарханяна (ныне — Прогресс сцена Армена Джигарханяна театра сатиры). С 13 октября 2021 по 7 июня 2024 года — художественный руководитель Московского академического театра сатиры, в состав которого вошёл Театр Джигарханяна.

## Семья
Был женат на актрисе театра и кино Ирине Метлицкой. У них родились два сына — Никита и Пётр. 5 июня 1997 года Метлицкая умерла от лейкемии.
4 октября 2011 года Татьяна Павловна Метлицкая, мать Ирины, в своём интервью газете «Комсомольская правда» рассказала о своих внуках: «… старший Никита окончил Высшую школу экономики и работает финансистом, а Петя в Америке пробует себя в качестве саксофониста». Она сообщила также, что Сергей Газаров в настоящее время женат на женщине по имени Елена и у супругов растёт пятилетний сын Степан. 19 мая 2018 года Сергей Газаров вместе с сыном Степаном появился в эфире ток-шоу «Привет, Андрей!».

## Фильмография

### Актёр
1. 1980 — Незваный друг — заведующий лабораторией
2. 1981 — Родня — гость на проводах Кирилла
3. 1981 — Ожидаются похолодание и снег (короткометражный)
4. 1983 — Ромео и Джульетта — Пётр
5. 1984 — Выигрыш одинокого коммерсанта — Рауль Санчес, латиноамериканец (главная роль)
6. 1985 — Танцплощадка — Митя
7. 1986 — Мы веселы, счастливы, талантливы!
8. 1986 — Ягуар — лейтенант Гамбоа
9. 1986 — Путешествие мсье Перришона — Cлужащий мсье Перришона
10. 1987 — Везучая — Борис
11. 1987 — Время летать — Аркадий, авиапассажир, администратор ансамбля
12. 1987 — Кресло / Kreslo — Мансуров, следователь
13. 1988 — Белая кость — Гамлет Карапетович
14. 1988 — История одной бильярдной команды — Пачо Пальма
15. 1989 — Жизнь по лимиту — Спиноза
16. 1989 — Катала — Шота, картёжник
17. 1989 — Вход в лабиринт — Умар Рамазанов
18. 1990 — Палач — Игорь Иванович Погодин, метрдотель ресторана
19. 1990 — День любви — Вадим Иванович Безуглов («Охотник»), криминальный авторитет
20. 1990 — Сэнит зон — Михаил Семёнович («Диссидент»)
21. 1990 — Такси-блюз — администратор
22. 1990 — Испанская актриса для русского министра — Михаил Альбертович
23. 1990 — Николай Вавилов — Исаак Израилевич Презент, советский учёный и педагог
24. 1991 — Гениальная идея
25. 1991 — Тысяча долларов в одну сторону — Тельман
26. 1991 — Агенты КГБ тоже влюбляются — Миша, он же агент Анатолий Пухов
27. 1992 — Контрабандист — Миша
28. 1992 — Алиса и Букинист — Крохин
29. 1992 — Мелодрама с покушением на убийство
30. 1992 — Крысиный угол — иностранец, «фирмач»
31. 1992 — Русская пицца / Russian Pizza Blues — Газаров
32. 1993 — Гладиатор по найму — Стас Костылёв
33. 1993 — Итальянский контракт — Лёва, менеджер Рената
34. 1994 — Лимита — продюсер
35. 2001 — Парижский антиквар — Бортновский
36. 2002 — Дронго — Рафаэль Багиров
37. 2002 — Next 2 — Андрей Матвеевич Семирядин, партнёр «Императора»
38. 2003 — Убойная сила 5 — Вазген (Жан) (серия «Лазурный берег»)
39. 2003 — Радости и печали маленького лорда — Хоббс
40. 2003 — Тёмная лошадка — Коневский, генерал-майор ФСБ
41. 2004 — Мой сводный брат Франкенштейн — Эдик
42. 2004 — Слова и музыка — Лёва Канель, продюсер
43. 2005 — Турецкий гамбит — Юсуф-паша, видинский губернатор
44. 2005 — Доктор Живаго — Алавердов, работник секретных служб
45. 2006 — Заяц над бездной — цыганский барон
46. 2007 — 12 — присяжный заседатель № 7, тифлисский армянин, хирург, владелец частной клиники, потерявший брата из-за его пристрастия к наркотикам
47. 2007 — Капкан — Цезарь Германович Копытов, адвокат
48. 2007 — Код Апокалипсиса — олигарх
49. 2008 — Золотой ключик — Яков Соломонович
50. 2008 — Естественный отбор
51. 2008 — Стая — Гиви
52. 2009 — След Саламандры — Файзулла-хан
53. 2009 — Какраки — сосед
54. 2009 — Журов — Степан Суренович Кароян, бизнесмен (фильм № 1 «Теорема Лобачевского», серии № 1-2)
55. 2010 — На игре: Новый уровень — Шимич, контрабандист
56. 2010 — Учитель в законе. Продолжение — «Филин», «вор в законе»
57. 2010 — Рита — Валера
58. 2010 — Дочь якудзы — Якут
59. 2010 — Доктор Тырса — Фёдор Августович Граубе, 56 лет, заведующий лабораторией клинических анализов, доктор наук
60. 2010 — Кто я? — Пётр Андреевич Трофимов, психиатр
61. 2011 — У каждого своя война — Неделькин
62. 2011 — Поцелуй сквозь стену — Виктор Павлович Пилсудский, главный редактор газеты «Ночные ведомости»
63. 2011 — Без мужчин — Семёнов, массажист, институтский приятель Александры Николаевны
64. 2011 — Возвращение домой — Дронов
65. 2011 — Папаши — Иннокентий Бочкин
66. 2011 — Контригра — Роберт Лей, рейхсляйтер
67. 2011 — Моя вторая половинка — Олег
68. 2012 — Шпион — Лаврентий Берия, нарком
69. 2012 — Невеста моего друга — Хромов
70. 2012 — Август. Восьмого — Кирилл Иванович, советник президента
71. 2012 — Мамы (новелла «Я — не Коля») —
72. 2012 — Под прикрытием — Барик Саркисович Кубанян («Куба»), глава банды «майкопских»
73. 2012 — Хоккейные игры — Анатолий Тарасов, главный тренер сборной СССР по хоккею
74. 2012 — Золото Глории — капитан Роджер, пират Прайт по прозвищу «Бык»
75. 2013 — Легенды о Круге — Арчил Батумский, авторитет
76. 2013 — Сын отца народов — Лаврентий Берия[9]
77. 2013 — Ловушка — Вячеслав Олегович Лебедев, уголовный авторитет «Художник»
78. 2013 — Марафон — Жорик
79. 2014 — Департамент — Альберт Баградович Дадамян, полковник полиции, главный аналитик ГУСБ МВД России
80. 2014 — Море. Горы. Керамзит — Абик
81. 2014 — Весёлые ребята;) — Виктор Купцов
82. 2014 — Любит не любит — Михаил, отец Алёны
83. 2015 — Неподсудные — Валерий Михайлович, начальник управления КГБ / ФСБ
84. 2016 — Экипаж — Шестаков, директор авиакомпании «Пегас Авиа»
85. 2016 — Любовь и Сакс — Парон-Джан
86. 2017 — После тебя — Сергей, врач-нейрохирург из Москвы
87. 2017 — Неуловимые — Яков Кобзарь, вор в законе
88. 2018 — Крымский мост. Сделано с любовью! — Ашот
89. 2018 — Годунов — Иеремия II, патриарх Константинопольский
90. 2019 — Годунов. Продолжение — Иеремия II, патриарх Константинопольский
91. 2020 — Калашников — начальник депо Кротов
92. 2021 — Везёт — Егор, предприниматель
93. 2022 — Либерея: Охотники за сокровищами — Кучевский
94. 2022 — Художник — Геннадий Фёдорович Пульнер, подполковник милиции, заместитель начальника уголовного розыска
95. 2024 — Противостояние — Сухишвили
96. 2024 — Спойлер
97. 2025 — Финал — президент ВФВ

### Режиссёр
1. 1989 — Крейзи
2. 1990 — Крыша
3. 1996 — Ревизор
4. 2000 — Империя под ударом (серия «Великая княгиня»)
5. 2001 — Пятый угол
6. 2003 — Тёмная лошадка
7. 2007 — Сыщик Путилин
8. 2018 — Чужая дочь

### Сценарист
- 1996 — Ревизор

### Продюсер
- 1996 — Ревизор
- 2010 — Рита

## Награды
- 1991 — лауреат премии Союза театральных деятелей России за лучший спектакль года — за постановку спектакля «Ревизор» на сцене Московского театра-студии под руководством Олега Табакова.
- 2007 — лауреат премии «Золотой орёл» в номинации «Лучшая мужская роль в кино» — за исполнение роли присяжного заседателя № 7 в художественном фильме «12» режиссёра Никиты Михалкова.